# バーバリーマン

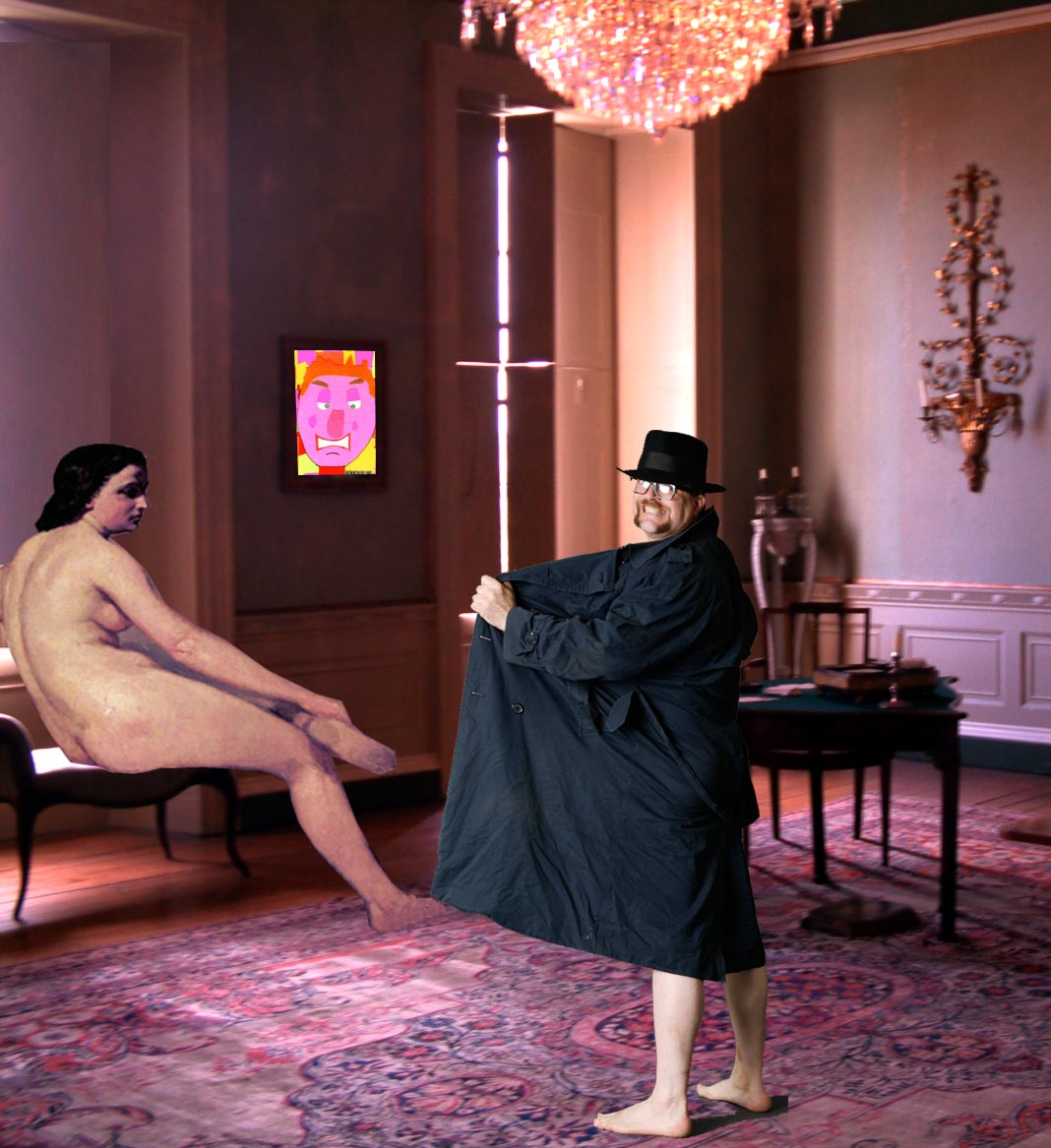

バーバリーマン（朝: 바바리맨、英: Burberry man、ババリメン）は、人前で隠しておいた裸体を露出させる、韓国で猟奇的行為と呼ばれる行為の一種を行う人のことで英語の「flasher」に相当する。日本では「コート男」や「露出狂」と呼ばれることもある。また、そのような露出行為をバーバリーマン行為という。主に女子校の前で裸にトレンチコート（바바리코트（ババリコト）、代表的ブランドの「バーバリー」（버버리）から）やオーバーコートで隠しておいた裸体を女性等の前でさらすことからこう呼ばれるようになったとされるが、女性に対する単なる性器露出行為もしばしばバーバリーマン行為と呼ばれる。インターネットや画像チャット、携帯電話を使って画像を送りつけるといった新種のサイバーバーバリーマン行為も話題になっている。一方、草彅剛の露出事件は韓国において一般的にはバーバリーマン行為とは認識されていない。
基本的に韓国においても犯罪行為であるが、コンサートやゲームのプロモーション、雑誌のマーケティング活動やイベントでも活用されたり、大韓民国産業デザイン展大統領賞受賞者によりデザインされたグリーティングカード、コメディー番組、映画、ミュージカルや、パロディーグッズなど、さまざまな場面でテーマやモチーフとして用いられる。一方、蔚山教育庁直属機関が運営する家庭学習サイトで「バーバリーマン」アバターが販売されるなど、行き過ぎが批判されることもある。
北朝鮮では、バーバリーマンは精神病者として扱われて来たが、1990年代後半の苦難の行軍以降、脱北などで夫を捨てて家を出る女性が増加、残された男性が性犯罪者になるケースが増加しており、これに伴い他の性犯罪の増加とともにバーバリーマンも登場するようになっている。